# FC Einheit Rudolstadt
Der FC Einheit Rudolstadt ist ein deutscher Fußballverein aus Rudolstadt im Landkreis Saalfeld-Rudolstadt. Heimstätte des 270 Mitglieder starken Vereins ist das Städtische Stadion im Heinepark.

## Verein

Historisches Logo der BSG Einheit

Der FC Einheit Rudolstadt wurde am 11. November 1950 als BSG Einheit Rudolstadt gegründet. Bereits 1957 gelang Rudolstadt gemeinsam mit Stahl Silbitz und Chemie Elsterberg der Aufstieg in die II. DDR-Liga. Die damals dritthöchste Spielklasse der DDR erwies sich für die Ostthüringer als eine Nummer zu groß. Nach nur einer Spielzeit musste Einheit sowie Motor Gotha den Gang in die Bezirksliga antreten.
In der Folgezeit agierte Einheit Rudolstadt ausschließlich auf lokaler Ebene des Bezirkes Gera, wobei der Verein hauptsächlich zur Nachwuchsausbildung für den FC Carl Zeiss Jena diente. Zwischenzeitlichen Abstiegen in die Bezirksklasse folgte der unmittelbare Wiederaufstieg in die Bezirksliga Gera. Sportlich konnte Einheit Rudolstadt nun nicht mehr mit dem Rudolstädter Lokalrivalen Chemie Schwarza, welcher mehrfach den Aufstieg in die DDR-Liga schaffte, mithalten.
Nach der Wende fusionierte im Jahr 1990 Einheit Rudolstadt mit der Fußballabteilung von Chemie Schwarza zum FC Rudolstadt/Schwarza. 1996 erfolgte aber bereits wieder die Trennung beider Vereine. Während Einheit zum alten Namen zurückkehrte, schloss sich Chemie dem Nachfolgeverein SV 1883 Schwarza an. In der Saison 2011/12 belegte der FC Einheit Rudolstadt in der sechstklassigen Thüringenliga den 3. Platz, der nach dem Verzicht des Zweitplatzierten, der Eintracht Sondershausen, zum Aufstieg in die Oberliga Nordost berechtigt.

## Statistik
- Teilnahme II. DDR-Liga: 1958

## Personen
- Peter Rock, begann seine Karriere hier, später 11 Einsätze für die Fußballnationalmannschaft der DDR, Bronzemedaillengewinner bei den Olympischen Sommerspielen 1964 in Tokio
- Ulrich Oevermann, begann seine Spielerkarriere hier und trainierte die Mannschaft von 2002 bis 2005
- Sören Eismann, begann seine Karriere hier in seiner Heimatstadt
- Jürgen Raab, trainierte die Mannschaft 2011
- Ulrich Göhr, war von 2007 bis 2010 als Trainer tätig
- Marco Riemer, derzeit im Verein als Spieler aktiv
- Manfred Starke, derzeit im Verein als Spieler aktiv
- Giorgi Seturidse, derzeit im Verein als Spieler aktiv
- Carsten Sträßer, war im Verein als Spieler aktiv
- Philipp Röppnack, war im Verein als Spieler aktiv